# 納維薩爾科

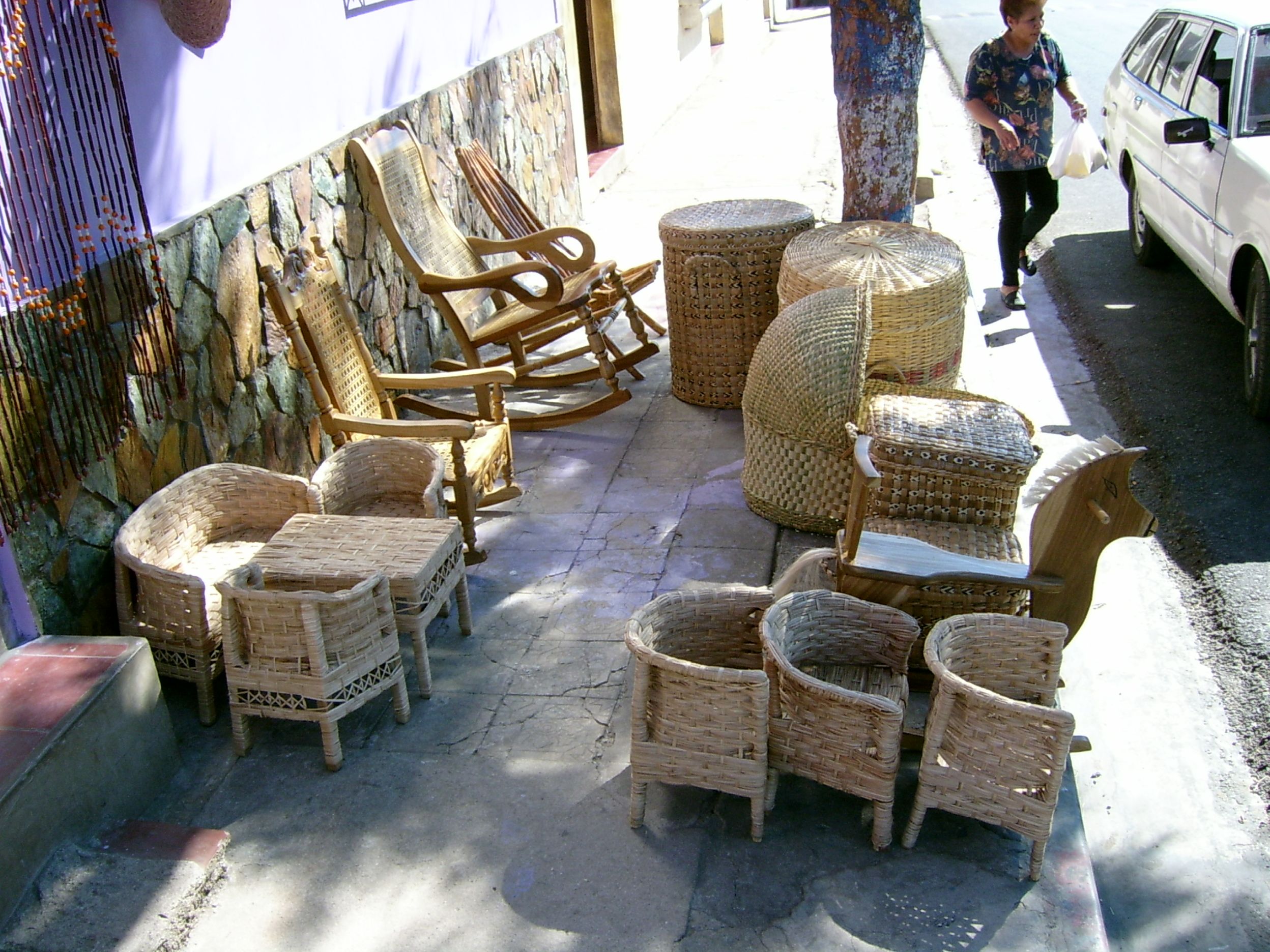

納維薩爾科（西班牙語：Nahuizalco），是薩爾瓦多的城鎮，位於該國西部，由松索納特省負責管轄，面積34.32平方公里，海拔高度540米，2007年人口49,081，人口密度每平方公里1,430.1人。